# Royal Humane Society

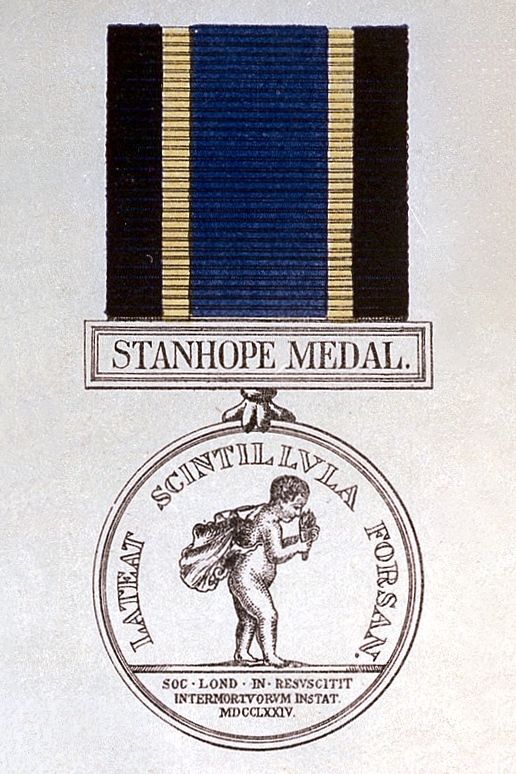
Stanhope Medal

Royal Humane Society je britská charitativní organizace. Věnuje se odměňování těch, kteří nějakým způsobem zachránili tonoucí osobu. Organizace vznikla roku 1774 a jejími zakladateli byli fyzici William Hawes a Thomas Cogan. Vznikla v Londýně, postupem času vznikaly další střediska v různých částech země, zejména v přístavních a pobřežních městech. Koncem devatenáctého století existovalo 280 poboček. Později vznikly pobočky i v Austrálii (1874), Kanadě (1894) a na Novém Zélandu (1898).